# Colligny-Maizery
Colligny-Maizery ist eine französische Gemeinde im Département Moselle in der Region Grand Est. Sie entstand mit Wirkung vom 1. Juni 2016 durch die Fusion der bisherigen Gemeinden Colligny und Maizery.

## Geographie
Die Gemeinde Colligny-Maizery liegt zwölf Kilometer östlich von Metz auf dem Plateau zwischen den Flusstälern von Mosel und Nied. Nachbargemeinden sind Retonfey und Silly-sur-Nied im Norden, Courcelles-Chaussy im Nordosten, Pange im Südosten, Laquenexy im Süden, Marsilly im Südwesten sowie Ogy-Montoy-Flanville im Westen.

## Gliederung
| Ortsteil                      | ehemaliger INSEE-Code | Fläche (km²) | Einwohnerzahl (2014) |
| ----------------------------- | --------------------- | ------------ | -------------------- |
| Colligny (Verwaltungssitz)000 | 57148                 | 3,61         | 387                  |
| Maizery                       | 57432                 | 3,16         | 195                  |

## Bevölkerungsentwicklung
| Jahr                                                                 | 1962 | 1968 | 1975 | 1982 | 1990 | 1999 | 2006 | 2019 |
| Einwohner                                                            | 131  | 156  | 175  | 285  | 334  | 450  | 464  | 567  |
| Quellen: Cassini und INSEE, vor 2016 Addition der Vorgängergemeinden |      |      |      |      |      |      |      |      |